# Kapkrusbär
Kapkrusbär (Physalis peruviana) är en växt tillhörande lyktörtssläktet. Växten tillhör familjen potatisväxter och har ett bär (i butik ofta kallad physalis) som liknar en liten gulorange tomat inuti ett pappersliknande hölje av foderblad. Bären går ofta att köpa färska i fruktdisken, och kan hittas torkade under namnet inkabär eller incabär. Växten eller dess nära släktingar odlas också som prydnadsväxt.

## Biologi och förekomst
Växten härstammar från Sydamerika; i Colombia, Ecuador, Peru och Chile växer kapkrusbäret vilt. Kapkrusbär är en ört på cirka en meters höjd. Den blommar väldigt tidigt på våren på det södra halvklotet, alltså under augusti och september.

## Förekomst och historia som kulturväxt
Dess latinska artnamn peruviana betyder "från Peru" och syftar på dess naturliga hemvist. Namnet kapkrusbär kommer av att växten först började odlas kring Godahoppsudden på Kaphalvön (därav namnet), vilket skedde i början på 1800-talet.
Inplanteringar har skett på många håll i världen, i speciellt tropiska och subtropiska områden, men den förekommer även i tempererade klimatzoner.

### Odlingsområden
- Afrika – Sydafrika, Gabon, Centralafrika, Egypten
- Asien – Indien, Kina, Vietnam
- Oceanien – Australien, Nya Zeeland
- Europa – Österrike, tidigare Tjeckoslovakien, Spanien, Italien

## Användning

### Bäret
Tack vare sitt dekorativa utseende används kapkrusbär ofta i det sentida svenska köket som pynt på exempelvis efterrätter och smörgåstårtor. Den saluförs i handeln oftast som physalis, ibland som incabär.

### Växten
Växten eller dess nära släktingar (bland dem japansk lykta) odlas också som prydnadsväxt, för sina dekorativt uppblåsta, röd- eller orangefärgade foders skull. Kapkrusbär används ofta som benämning inom den svenska blomsterhandeln.

## Underarter
Växten har åtminstone två handelsbeteckningar:
- Physalis peruviana 'Little Lantern'
- Physalis peruviana 'Schönbrunner Gold'

## Bildgalleri

Växtens blomma.
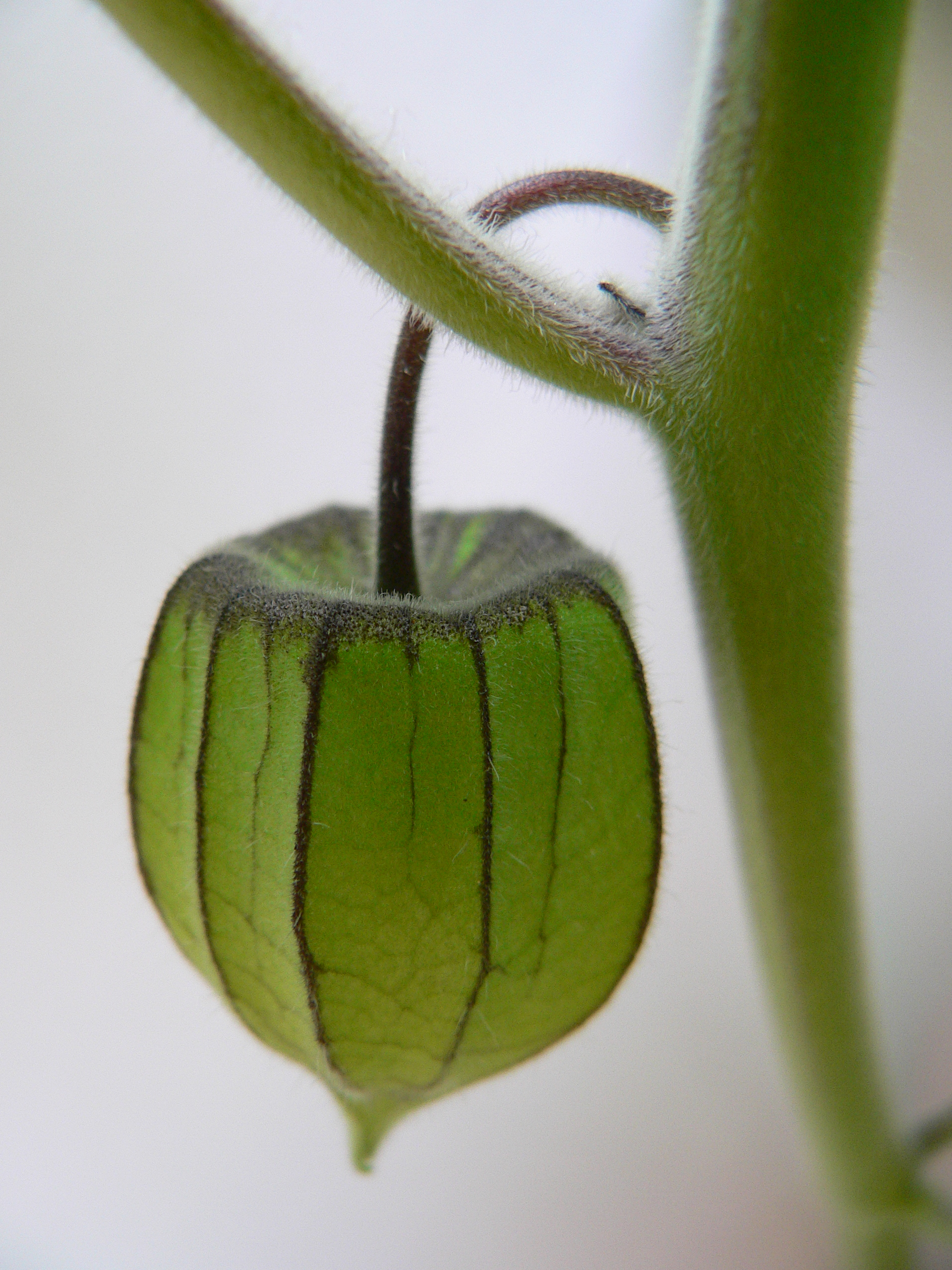
Omogen frukt på kvist, med bäret inuti den uppblåsta foderbladskapseln.
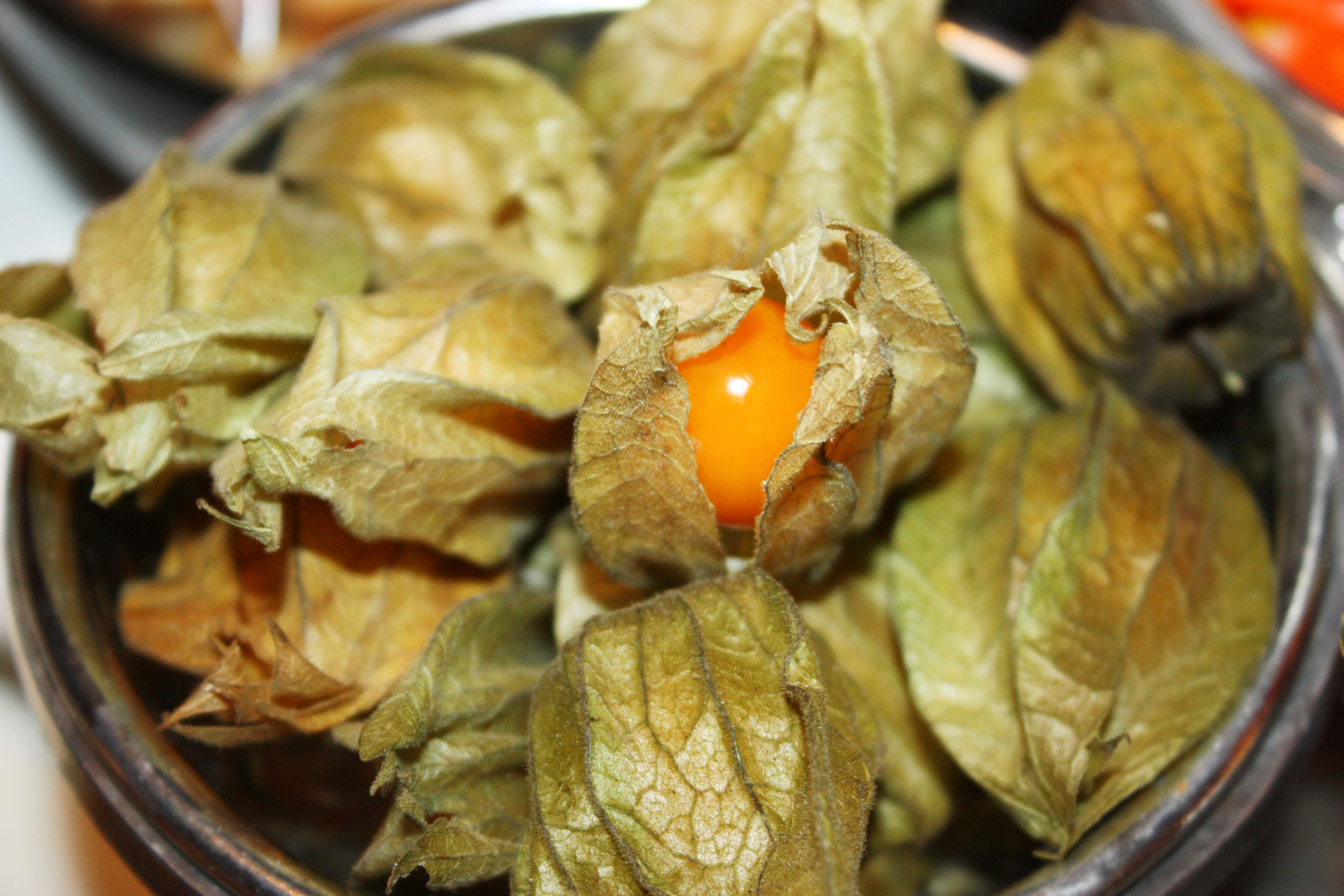
Korg med kapkrusbär.
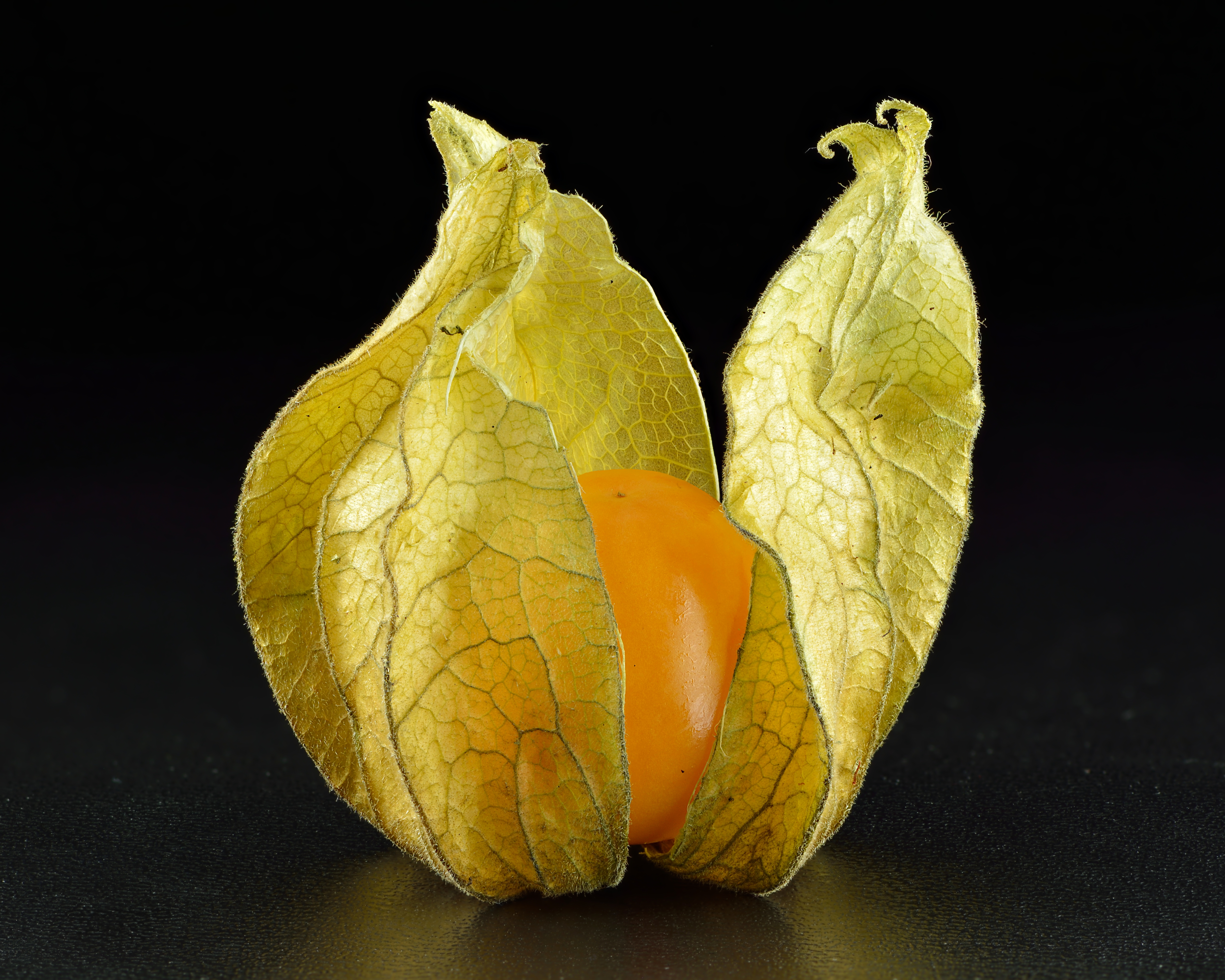
Kapkrusbär (physalis peruviana) inuti sitt uppblåsta foder.
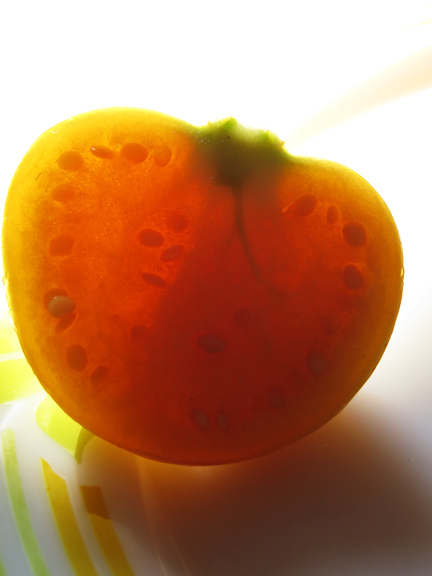
Genomskuret bär, med fröna tydligt synliga.
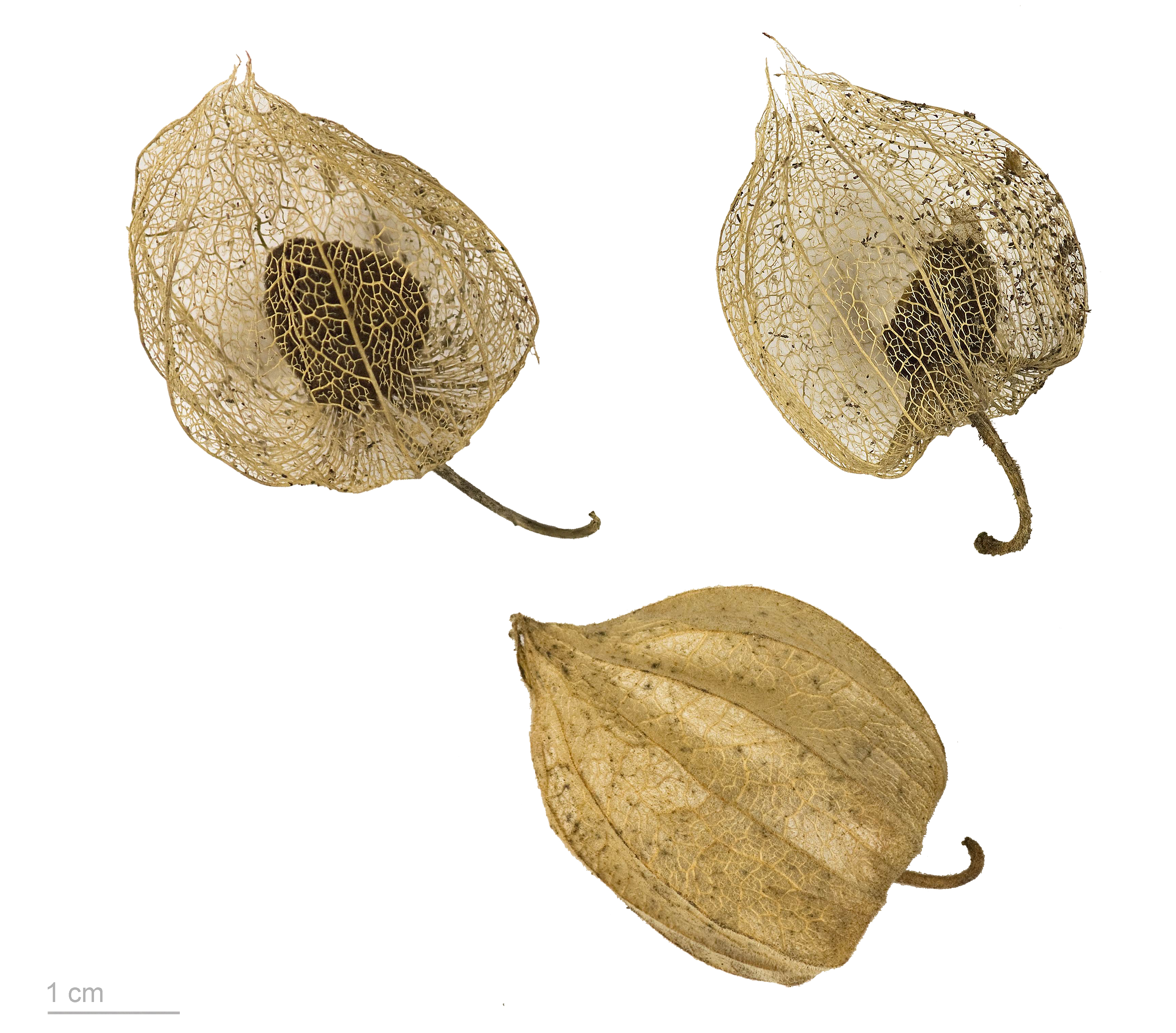
Torkade bär inuti foderbladskapslar (museiexemplar).